# Voice Anatomy (programma televisivo)
Voice Anatomy è stato un programma televisivo italiano condotto da Pino Insegno, andato in onda dal 17 novembre 2020 al 6 aprile 2021 su Rai 2 ogni martedì sera in seconda serata (tecnicamente a partire dalle 00:05 del giorno successivo) per una durata di 1 ora e 15 minuti circa. Il format trae ispirazione dall'omonimo show radiofonico, sempre condotto da Pino Insegno. 

## Il programma
Il programma è un talk show sul mondo della voce, includendo quindi interviste e interventi di doppiatori e cantanti, ma anche di personaggi televisivi e del web, in generale di artisti che con la propria voce hanno creato una carriera. All'interno del programma sono presenti i Cluster, una band canora che spesso interviene intonando a cappella alcuni brani, che fanno da background musicale a discorsi oppure che creano una forma di intrattenimento canoro. Il comico e imitatore Claudio Lauretta interviene con sketch mirati all’uso della voce tramite le imitazioni.

## Crediti
Voice Anatomy è un format originale ideato da Dario Di Gennaro e Gian Marco Di Gennaro con Alessia Navarro, David Abatecola e Fabio Appetito. La regia è di Francesco Ebner, capo autore Dario di Gennaro, capo progetto Vittorio Gaudiani.

## Edizioni
| Edizioni | Conduzione   | Periodo          | Periodo       | Puntate |
| Edizioni | Conduzione   | Inizio           | Fine          | Puntate |
| -------- | ------------ | ---------------- | ------------- | ------- |
| 1ª       | Pino Insegno | 17 novembre 2020 | 6 aprile 2021 | 10      |

## Prima edizione

### Cast
- Cluster
- Claudio Lauretta
- Le Coliche
- Max Paiella
- Nicole Magolie
- Roberta Siciliano (Ballerina)
- Giuseppe Cuna Azel (Human Beatbox)
- Maurizio Merluzzo/TheMerluZZ (Doppiatore)
- Franco Fussi (Medico-chirurgo, specialista in Foniatria e Otorinolaringoiatria)
- Andrea Papalotti (Professore di dizione)
- Albert Hera (Soundteller)[2]

### Puntate e ascolti
| Puntate | Messa in onda    | Tema                   | Ospiti | Telespettatori | Share |
| ------- | ---------------- | ---------------------- | --- | -------------- | ----- |
| 1       | 17 novembre 2020 | La voce                | Shade, Francesco Pannofino, Andrea Bocelli, Luca Ward                                                                                   | 347 000        | 3,87% |
| 2       | 24 novembre 2020 | La voce e il cinema    | Rebecca Mongelli (ex collegiale), Francesco Pannofino, Luca Ward, Shade, Bungaro, Ludovica Pagani                                       | 359 000        | 4,99% |
| 3       | 1 dicembre 2020  | La voce e lo sport     | Marco Crivellini (ex collegiale), Marcello Lippi, Andrea Perroni, Gianluca Rocchi, Fabio Caressa, Marco Mazzocchi, Yuri Chechi, Nirkiop | 396 000        | 5,60% |
| 4       | 8 dicembre 2020  | La voce e il potere    | Simone Bettin (ex collegiale), Roberto Ciufoli, Giorgia Meloni, Angelo Maggi, Vittorio Sgarbi, Simone Paciello Awed                     | 376 000        | 4,70% |
| 5       | 15 dicembre 2020 | La voce e l'amore      | Arisa, Domitilla D'Amico, Marco Masini, Antonella Arpa Himorta, Fabrizia Pandimiglio                                                    | 254 000        | 3,20% |
| 6       | 25 gennaio 2021  | La voce e la seduzione | Claudia Gerini, Rocco Siffredi, Rosa Caracciolo, Alessia Navarro, Sandra Milo, Fabio Giachino, Maccio Capatonda                         | 272 000        | 1,90% |
| 7       | 16 marzo 2021    | La voce e la paura     | Morgan, Claudio Simonetti, Lina Gervasi, Eleonora Bruni                                                                                 | 334 000        | 5,00% |
| 8       | 23 marzo 2021    | La voce e la paura     | Roberto Saviano, Marco D’Amore, Fortunato Cerlino, Salvatore Esposito, Christian Iansante, Giulia Penna                                 | 326 000        | 4,80% |
| 9       | 30 marzo 2021    | La voce e la follia    | Simone Cristicchi, Marco Travaglio, Ingrid Muccitelli, Nicola Oddati, Davide Moccia                                                     | 248 000        | 1,90% |
| 10      | 6 aprile 2021    | La voce e la felicità  | Emanuela Aureli, Aleandro Baldi, Giuseppe Cruciani, Vittorio Sgarbi, Roberto Ciufoli, Francesca Presentini Fraffrog                     | 462 000        | 3,00% |
| Media   | Media            | Media                  | Media | 337 000        | 3,90% |